# Nikki Webster
Nikki Webster (ur. 30 kwietnia 1987 w Sydney) – australijska piosenkarka, modelka, tancerka i aktorka.
Podczas ceremonii otwarcia Igrzysk Olimpijskich w Sydney odegrała jedną z głównych ról, śpiewając popularną piosenkę, swojego przyszłego singla „Strawberry Kisses”.
Swojego czasu wygrywała w australijskiej wersji programu telewizyjnego Taniec z Gwiazdami. W styczniu 2008 ogłosiła zamiar otwarcia szkoły tańca z bratem (profesorem tańca) w rodzimym Sydney. Nadal tworzy piosenki i zamierza kontynuować karierę piosenkarki.

## Dyskografia

### Albumy
- 2001: Follow Your Heart
- 2002: BLISS
- 2004: Let's Dance

### Single
- 2000: "We'll Be One"
- 2001: "Strawberry Kisses"
- 2001: "Depend on Me"
- 2002: "Something More Beautiful"
- 2002: "24/7 (Crazy 'Bout Your Smile)"
- 2003: "Dancing in the Street"

## Filmografia
- 2004: Call Me Al - A Volunteer's Story
- 1994: Priscilla, królowa pustyni (jako statystka na pierwszym planie)